# Whitechapel
Whitechapel es un barrio en el municipio londinense de Tower Hamlets, Gran Londres, (Inglaterra) Reino Unido. Se encuentra a 5.5 kilómetros (3.4 millas) al este de Charing Cross y está aproximadamente delimitado por la calle Bishopsgate en el oeste, la Fashion Street en el norte, Brady Street y Cavell Street en el este y The Highway en el sur. La población residente es de variado origen étnico, aunque es mayormente bengalí. Es conocido principalmente por ser la ubicación donde Jack el Destripador cometió sus asesinatos en 1888.

## Historia

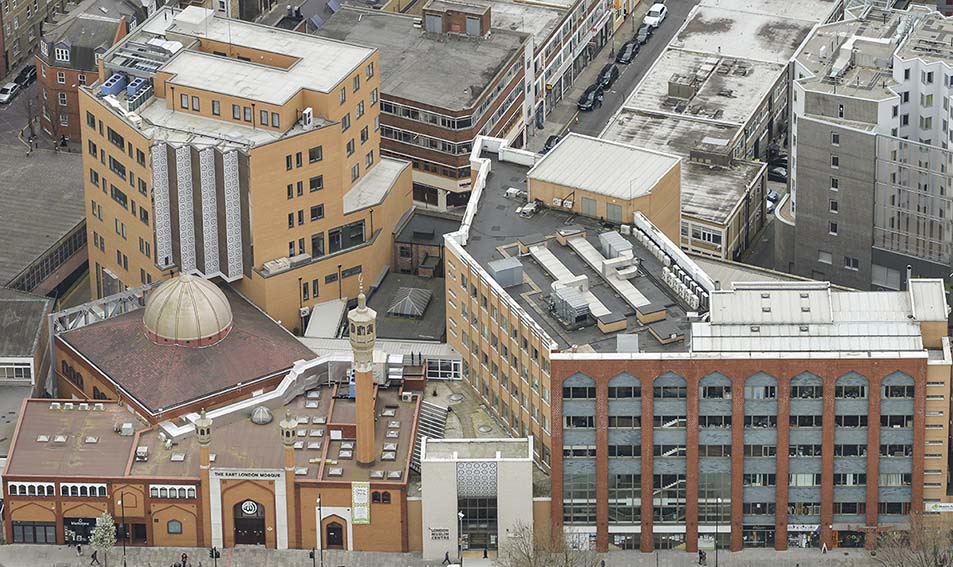
Mezquita de East London.

El corazón de Whitechapel es Whitechapel High Street, que se extiende hasta Whitechapel Road; desde allí se formó a partir de una pequeña capilla dedicada a Santa María. El primer rector de esta fue Hugh de Fulbourne en 1329. Alrededor de 1338 se convirtió en la iglesia parroquial de Whitechapel, llamada, por razones que se desconocen, St. Mary Matfelon. Fue destruida por un ataque enemigo en la Segunda Guerra Mundial y su ubicación y cementerio se han convertido en un jardín público en el lado sur del camino. Whitechapel High Street y Whitechapel Road ahora forman parte de la carretera A11, antiguamente la parte inicial de la vía romana entre la ciudad de Londres y Colchester, al salir de la ciudad en Aldgate. En épocas posteriores los viajeros de Londres en esta ruta se alojaban en las muchas posadas de Whitechapel High Street. 
A fines del siglo XVI el barrio de Whitechapel y sus alrededores habían comenzado a convertirse en la zona marginal de Londres. Ubicado al este de Aldgate, fuera de las murallas de la ciudad y más allá de los controles oficiales, atrajo a las peores actividades de la ciudad, en especial curtiembres, cervecerías, mataderos y fundiciones, entre ellas la Whitechapel Bell Foundry que más tarde crearía la Campana de la Libertad de Filadelfia y el Big Ben de Londres. 
En 1680, el rector de Whitechapel, el reverendo Ralph Davenant, de la parroquia de Santa María Matfellon, legó, para la educación de cuarenta niños y treinta niñas de la parroquia, el Centro Davenant, que todavía existe a pesar de que la Fundación-Escuela Davenant de Whitechapel se trasladó a Loughton en 1966. 
El éxodo rural a Londres desde el siglo XVII hasta mediados del siglo XIX dio lugar a que un gran número de indigentes se instalaran en el barrio, atraídos por las industrias y los intereses mercantiles. En la década de 1840 Whitechapel, junto con los enclaves de Wapping, Aldgate, Bethnal Green, Mile End, Limehouse, Bow, Bromley-by-Bow, Poplar, Shadwell y Stepney, que forman lo hoy conocido como el East End, fue evolucionando en uno de los clásicos suburbios londinenses, con problemas de pobreza y hacinamiento. Whitechapel no fue particularmente miserable en este período, que fue el de las pequeñas calles oscuras y ramificadas que concentran la mayor parte de la suciedad y la delincuencia, como las calles Dorset (ahora un callejón privado, pero una vez conocido como "la peor calle de Londres"), Thrawl, Berners (rebautizada como Henriques), Wentworth y otras.
William Booth inició su reactivación social cristiana, predicando el evangelio en una tienda de campaña, erigida en el cementerio Friends Burial Ground de Thomas Street, en 1865. Otros se sumaron a su misión cristiana, y el 7 de agosto de 1878 el Ejército de Salvación celebró una reunión en el número 272 de Whitechapel Road. Una estatua conmemora su misión y su trabajo en ayudar a los pobres.
En la era victoriana, la población pobre fue engrosada por los inmigrantes de todas partes, sobre todo irlandeses y judíos. En la literatura del período (1883-1884) el actor de teatro yiddish Jacob Adler escribió: "Cuanto más penetramos en Whitechapel, más se hundía nuestro corazón. ¿Se trata de Londres? Nunca en Rusia, nunca en los peores tugurios de Nueva York, se puede ver tal pobreza como en el Londres de la década de 1880". Esto llevó a la pobreza a muchas mujeres, y de ahí a la prostitución. En octubre de 1888 la Policía Metropolitana estimó que había ciento doce prostitutas "de muy baja categoría" residiendo en Whitechapel y unos sesenta y dos burdeles. Se hace referencia específicamente a ellos en el libro de Charles Booth Life and Labour of the People of London, especialmente a las viviendas llamadas Blackwall, edificios pertenecientes a la Blackwall Railway. Esas fueron las prostitutas pertenecientes a los once Homicidios de Whitechapel (1888-1891), algunos de los cuales fueron cometidos por el legendario asesino en serie conocido como Jack el Destripador. Estos ataques causaron un terror generalizado en el distrito y en todo el país y descubrió a los reformadores sociales la miseria en la que se hallaba inmersa la zona. 
Whitechapel siguió siendo pobre durante la primera mitad del siglo XX, aunque no tan desproporcionadamente. Sufrió grandes daños en los ataques de la Segunda Guerra Mundial. Desde entonces, Whitechapel ha perdido la mayor parte de su notoriedad, aunque su población todavía pertenece casi completamente a la clase obrera. Actualmente abundan los inmigrantes de Bangladés, y la mezquita de East End en Whitechapel Road es un importante símbolo de la comunidad islámica residente. Whitechapel es también el hogar de muchos aspirantes a artistas y unos pocos empresarios.

## Futuro
La East London Line se amplió por el norte hacia Dalston y por el sur hacia a West Croydon; las obras duraron hasta 2010. Whitechapel es además una parada en el proyecto Crossrail, que se terminó en 2016. Estos cambios pueden llevar a una radical reconversión de la zona, haciéndola más atractiva para las empresas.

## En la cultura popular

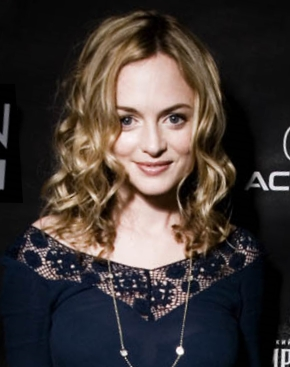
Heather Graham interpretó a Mary Jane Kelly, en Desde el Infierno (2001).

El barrio se emplea también como escenario de la mayoría, si no de todos, los crímenes de Jack el Destripador.

### Literatura
- En Los papeles póstumos del Club Pickwick del británico Charles Dickens, el personaje Sam Weller lo define como «un barrio no muy agradable» y en Oliver Twist.
- Children of the Ghetto de Israel Zangwill.
- La novelas de Simon Blumenfield reflejan su marginalidad.
- El retrato de Dorian Gray, la obra maestra de Oscar Wilde, habla sobre los rumores de peleas entre Dorian Gray y marinos en un local de mala muerte.
- La aclamada historieta From Hell se lanzó en los años 1990.
- El Joven Sherlock Holmes, publicada en 2007, no habla tampoco muy bien sobre dicho barrio.

### Películas
- Desde el infierno se estrenó en 2001, retrata la teoría del «médico de la reina» y fue protagonizada por Johnny Depp y Heather Graham.
- Green Street Hooligans muestra el barrio siendo recorrido por Elijah Wood, fue estrenada en 2005.

### Videojuegos

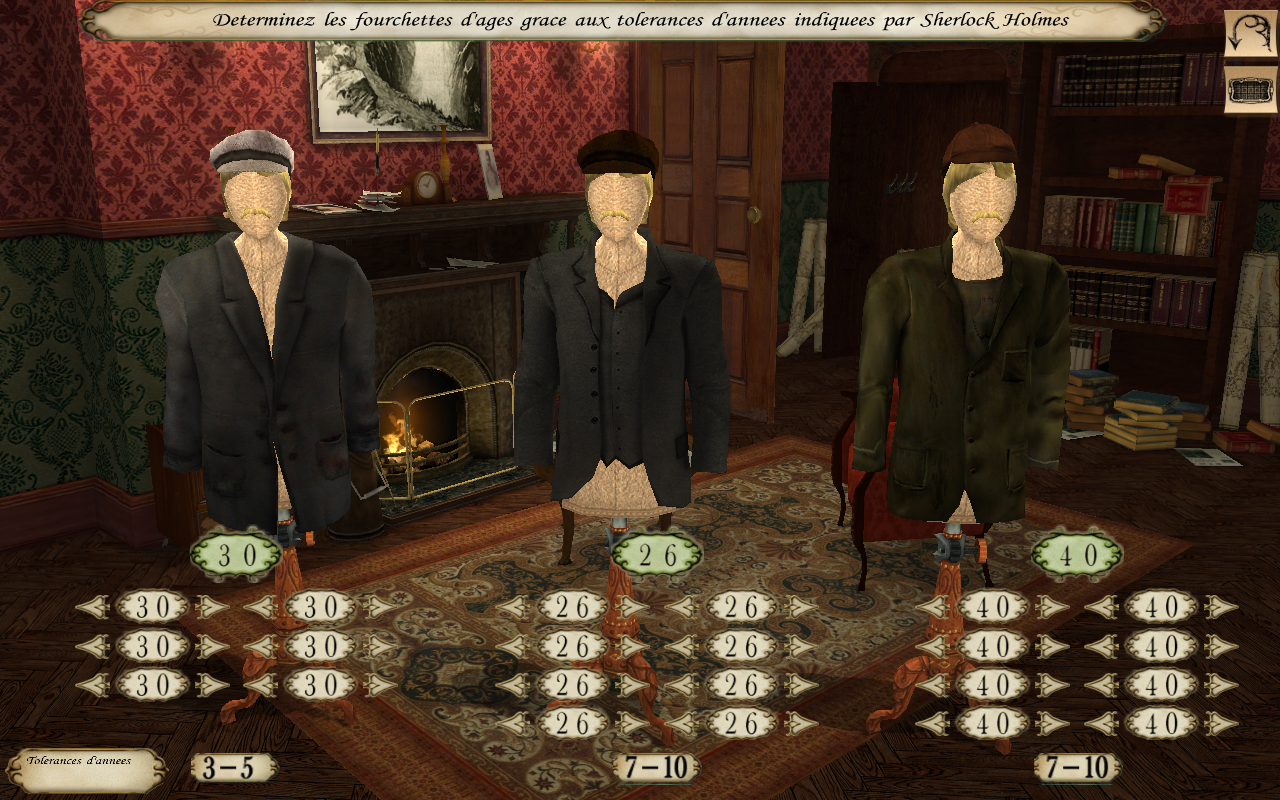
Sherlock Holmes contra Jack el Destripador, videojuego.

- Waxworks fue el primer videojuego que introdujo a Jack el Destripador. Desarrollado para Commodore Amiga y MS-DOS en 1992, el jugador es confundido con el asesino; debiendo escapar de la policía y al mismo tiempo detener al prófugo.
- En Medievil 2, desarrollado para PlayStation 1 y lanzado en 2000, el Destripador asesina a Kiya; la esposa del protagonista. Sir Daniel Fortesque debe construir una máquina del tiempo y defender a su cónyuge.
- El aclamado Sherlock Holmes contra Jack el Destripador, publicado en 2009 para la Microsoft Windows, nos pone en papel del detective privado y respeta tanto la exactitud histórica como la evidencia del caso.[1]
- The Order: 1886, lanzado para la PlayStation 4 en febrero de 2015.
- Assassin's Creed: Syndicate se desarrolló para la Xbox One y se publicó a fines de 2015.

### Otras
Whitechapel es también el nombre de un famoso grupo de deathcore estadounidense.
- Batman: en la serie de televisión Gotham se menciona que Alfred Pennyworth, el mayordomo de Bruce Wayne, nació en Whitechapel.